# Leudon-en-Brie
Leudon-en-Brie är en kommun i departementet Seine-et-Marne i regionen Île-de-France i norra Frankrike. Kommunen ligger i kantonen La Ferté-Gaucher som tillhör arrondissementet Provins. År 2022 hade Leudon-en-Brie 167 invånare.

## Befolkningsutveckling
Antalet invånare i kommunen Leudon-en-Brie
| Referens: INSEE |